# Sida (crustáceo)
Sida é um gênero de crustáceo na família Sididae, ordem Ctenopoda, classe Branchiopoda.
No gênero há três segmentos no exópode e dois no endópode. A cabeça possui uma grande glândula no lado dorsal.
A espécie Sida crystallina é um hospedeiro intermediário do platelminto Bunodera luciopercae.